# خرچنگ ریگی
خرچنگ ریگی (نام علمی: Leucisca) نام یک سرده از تیره خرچنگ‌های ریگی است.